# Mario Party Advance
Mario Party Advance – japońska konsolowa gra wyprodukowana przez Hudson Soft. Gra została wydana przez Nintendo w 2005 roku na konsolę Game Boy Advance.

## Rozgrywka
W Mario Party Advance zostało zawartych ponad 60 mini-gier. W grze występują Mario i jego brat Luigi, Księżniczka Peach oraz Yoshi. Gracz dzięki zebranym monetom może odblokowywać bonusy.
Do trybu gry wieloosobowej potrzebne są dwie konsole Game Boy Advance.